# Султанат Тлемсен
Султана́т Тле́мсен, также известный как Зайянидский султанат Тлемсен (араб. الزيانيون‎) — историческое берберское феодальное государство в Северной Африке, преимущественно на северо-западе современного Алжира, султанат, просуществовавшее с 1235 по 1555 годы. Его территория простиралась от города Тлемсен до города Алжир, а на пике своего могущества включая территорию простирающуюся от реки Мулуя на западе, включая город Сиджильмаса, до оазисов Туата на юге и реки Суммам на востоке.
Государство Тлемсен было основано после упадка халифата Альмохадов в 1236 году, а прекратило своё существование в 1554 году, когда его поглотила Османская империя. Им правили султаны из династии Зайянидов. Столицей государства являлся город Тлемсен, который находился на основном пути с востока на запад между Марокко и Ифрикией. Государство было расположено между султанатом Маринидов со столицей в городе Фес на западе и халифатом Хафсидов со столицей в городе Тунис на востоке.
Тлемсен также был перекрёстком на торговом пути с севера на юг от Орана на побережье до Западного Судана. Как процветающий торговый центр, он привлекал своих более могущественных соседей, а в разное время марокканцы с запада, жители Ифрикии с востока и арагонцы с севера вторгались и захватывали земли султаната. В другие времена врагам государства удавалось воспользоваться смутами среди соседей: во время правления Абу Ташуфина I Зайяниды заняли Тунис, а в 1423 году, при правлении Абу Малека I, они ненадолго захватили Фес:{{{1}}}.

## История

### Появление и становление
Банудабд аль-Вад, также называемые Бану Зиян или Зайянидами в честь Ягмурасена Ибн Зайяна, основателя династии, были берберским кланом, который долгое время проживал в центральном Магрибе. Хотя мусульманские придворные учёные утверждали, что они имели благородное арабское происхождение, Ибн Зайян, как сообщается, говорил на берберском языке зенета и отрицал происхождение, которое приписывали ему мусульманские придворные учёные. Ягмурасан на самом деле ответил бы на это утверждение «ессен раби», что в переводе с берберского означает «одному Богу известно». Город Тлемсен, который римляне называли Помарией, находится примерно на высоте 806 метров над уровнем моря вокруг с плодородными землями и большими источниками воды.
Тлемсен был важным центром при династии Альморавидов и её преемнике халифате Альмохадов, который в 1161 году начал возводить новую стену вокруг города.
Ибн Зайян был правителем Тлемсена при Альмохадах. В 1235 году он унаследовал власть в семье от своего брата. Когда в 1235 году халифат Альмохадов начал распадаться, Ягмурасан провозгласил свою независимость. Город Тлемсен стал столицей одного из трёх государств-преемников, которым на протяжении веков правили сменявшие друг друга султаны династии Зайянидов. Его флаг представлял собой белый полумесяц, направленный вверх, на синем поле. Султанат занимал менее плодородные районы Телль-Атласа. Его население включало в себя меньшинство оседлых крестьян и большинство скотоводов-кочевников.
Ягмурасану удалось сохранить контроль над соперничающими берберскими кланами, и когда он столкнулся с внешней угрозой со стороны династии Маринидов, он заключил союз с эмиром Гранады и королём Кастилии Альфонсо X. По словам Ибн Хальдуна, «он был самым храбрым, самым страшным и благородным человеком из семьи Абд-ла-Вадидов. Никто не заботился об интересах его народа, не поддерживал влияние султаната и не управлял государством лучше, чем он». В 1248 году он нанёс поражение халифу Альмохадов в битве при Уджде, в ходе которой халиф Альмохадов был убит. В 1264 году ему удалось завоевать Сиджилмасу, тем самым объединив Сиджилмасу и Тлемсен, два наиболее важных пункта транссахарской торговли, под одной властью. Сиджилмаса оставалась под его контролем в течение 11 лет. Перед смертью он поручил своему сыну и наследнику Утману продолжать обороняться от экспансии Марокко, но по возможности расширяться на территорию Хафсидов.

### Пик развития
На протяжении большей части своей истории султанат занимал оборонительную позицию, поскольку ему угрожали более сильные государства на востоке и западе. Арабы-бедуины на юге также пользовались частыми периодами ослабления, чтобы совершать свои грабительские набеги и захватывать южные пастбища.
Город Тлемсен несколько раз подвергался нападениям или осаде со стороны марроканцев, и в четырнадцатом веке большая часть султаната была оккупирована ими в течение нескольких десятилетий.

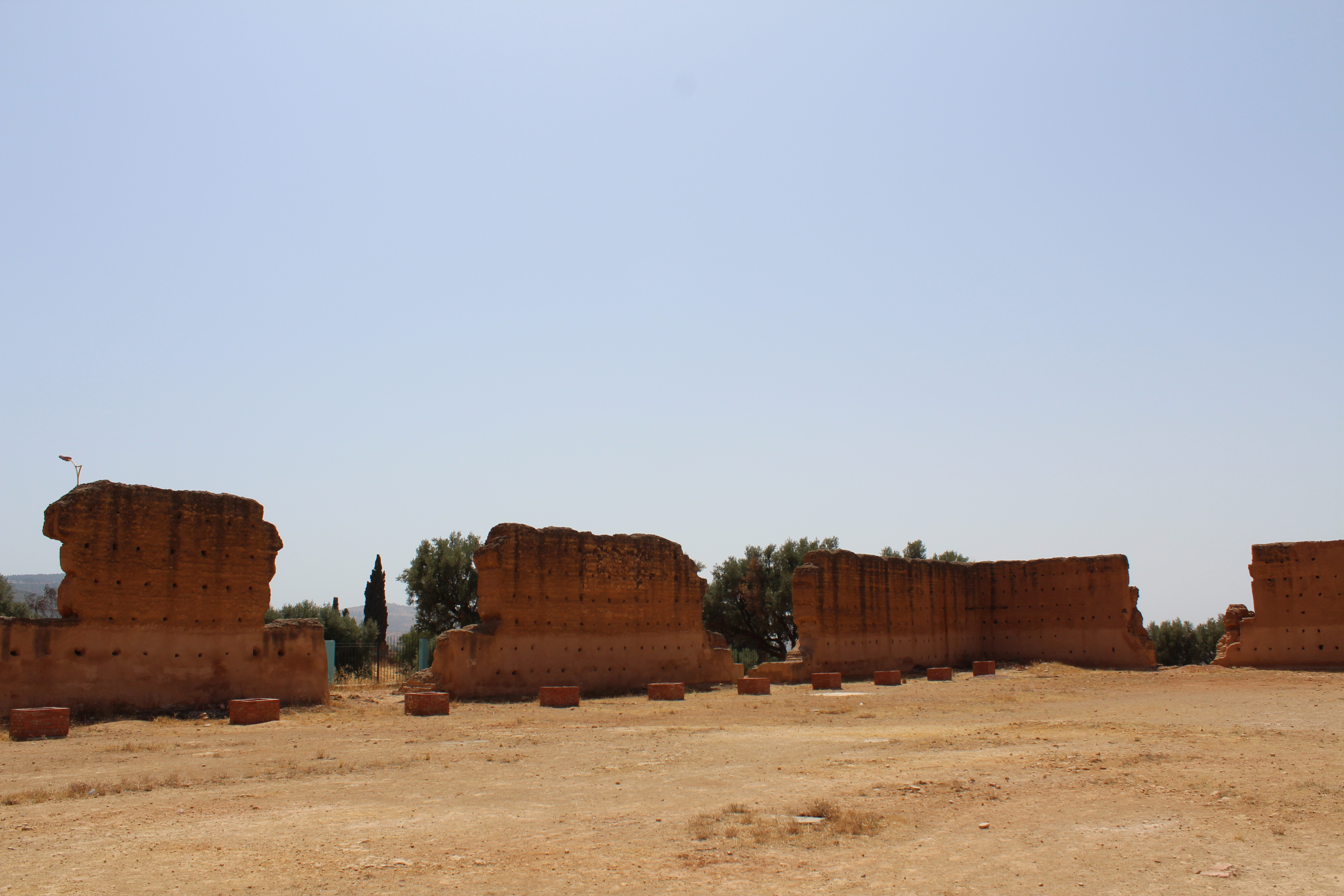
Руины мечети Мансура, построенной Маринидами в 1303 году во время осады Тлемсена.

Маринид Абу Якуб Юсуф ан-Наср осаждал Тлемсен с 1299 по 1307 год. Во время осады он построил новый город аль-Мансура, перенаправив большую часть торговли в этот город. Новый город был укреплён, в нём были мечеть, бани и дворцы. Осада была снята, когда Абу Якуб был убит во сне одним из своих рабов-евнухов.
Когда Мариниды ушли в 1307 году, Зайяниды быстро уничтожили аль-Мансуру. Султан Зайянидов Абу Зайян I умер в 1308 году, и ему наследовал Абу Хамму I (правил в 1308–1318 годах). Позже Абу Хамму был убит в результате заговора, спровоцированного его сыном и наследником Абу Ташуфином I (правил в 1318–1337 годах). Правление Абу Хамму I и Абу Ташуфина I ознаменовало второй возрождение могущества Зайянидов, период, в течение которого они укрепили свою гегемонию в центральном Магрибе. Тлемсен восстановил свою торговлю, и его население выросло, достигнув примерно 100 000 человек примерно к 1330-м годам. Абу Ташуфин начал военные действия против Ифрикии, в то время как Мариниды были отвлечены внутренними распрями. Он осадил Беджаю и послал армию в Тунис, которая разгромила войско халифа Хафсидов Абу Бакра II, который бежал в Константину, в то время как Зайяниды оккупировали Тунис в 1325 году.
Султан Маринидов Абу-ль-Хасан Али I (правил в 1331–1348 годах) укрепил союз с Хафсидами, женившись на хафсидской принцессе. Подвергшись очередному нападению Зайянидов, Хафсиды обратились за помощью к Абу аль-Хасану, что дало ему повод напасть на своего соседа. Султан Маринидов начал осаду Тлемсена в 1335 году, и город пал в 1337 году. Абу Ташуфин погиб во время сражения. Абу аль-Хасан принял делегатов из Египта, Гранады, Туниса и Мали, которые поздравили его с победой, благодаря которой он получил полный контроль над транссахарской торговлей. В 1346 году умер хафсидский халиф Абу Бакр, и начался спор о престолонаследии. В 1347 году Абу аль-Хасан аннексировал Ифрикию, ненадолго объединив территории Магриба в том виде, в каком они были при Альмохадах.
Однако Абу аль-Хасан зашёл слишком далеко в попытке установить большую власть над арабами-бедуинами, которые восстали и в апреле 1348 года разбили его армию близ Кайруана. Его сын Абу Инан Фарис, занимавший пост губернатора Тлемсена, вернулся в Фес и провозгласил себя султаном. Тлемсен и центральный Магриб восстали. Зайянид Абу Сабит I (1348–1352) был провозглашён султаном Тлемсена. Абу аль-Хасану пришлось возвращаться из Ифрикии морем. Потерпев неудачу в захвате Тлемсена и потерпев поражение от своего сына, Абу аль-Хасан умер в мае 1351 года. В 1352 году Абу Инан Фарис отбил Тлемсен. Он также завоевал центральный Магриб. В 1353 году он захватил Беджаю, а в 1357 году вновь подчинил Тунис, став полным хозяином Ифрикии. В 1358 году он был вынужден вернуться в Фес из-за сопротивления арабов, где заболел и был убит.
Следующим на трон Тлемсена взошёл султан Абу Хамму II (правил в 1359–1389 годах). Он проводил экспансионистскую политику, продвигаясь к Фесу на западе и в долину реки Шелифф и к Беджаю на востоке. Его долгое правление сопровождалось борьбой с Марокко и различными повстанческими группировками. Марокканцы вновь заняли Тлемсен в 1360 и 1370 годах. В обоих случаях марокканцы обнаружили, что не в состоянии удержать регион. В 1366 году Абу Хамму снова напал на Хафсидов в Беджае, но это привело к вмешательству Хафсидов в дела султаната. Султан Хафсидов освободил двоюродного брата Абу Хамму, Абу Зайяна, и помог ему в борьбе за трон Зайянидов. Это спровоцировало междоусобную войну между двумя Зайянидами, продолжавшуюся до 1378 года, когда Абу Хамму наконец захватил Абу Зайяна в Алжире:{{{1}}}.
Историк Ибн Хальдун некоторое время жил в Тлемсене во время в целом благополучного правления Абу Хамму Мусы II и помогал ему в переговорах с арабами-бедуинами. Он рассказал об этом периоде: «Здесь [в Тлемсене] наука и искусство развивались с успехом; здесь родились учёные и выдающиеся люди, слава которых проникла в другие страны». Абу Хамму был свергнут своим сыном Абу Ташфином II (1389–1394 гг.), и государство пришло в упадок.

### Упадок и прекращение существования

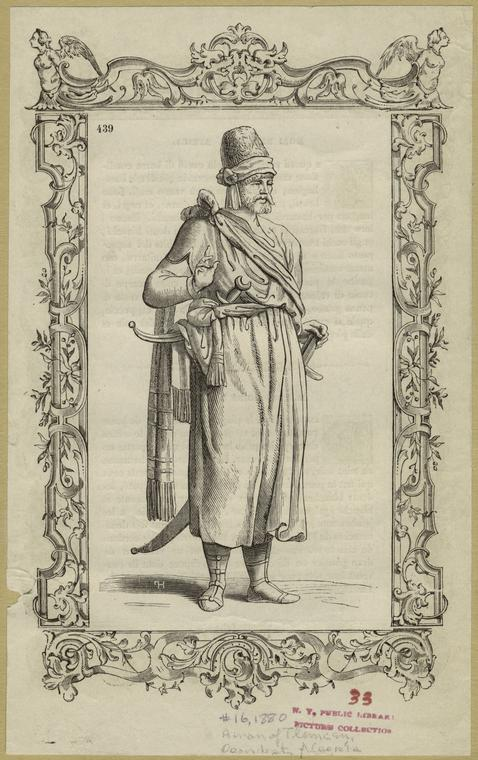
Житель Тлемсена.

В конце XIV и в XV веках государство становилось всё более слабым и периодически становилось вассалом Хафсидов, Марокко или Арагона. В 1386 году Абу Хамму перенёс свою столицу в Алжир, который он счёл менее уязвимым, но год спустя его сын Абу Ташуфин сверг его и взял в плен. Абу Хамму отправили на корабле в Александрию, но он сбежал по пути, когда корабль остановился в Тунисе. В 1388 году он отбил Тлемсен, вынудив своего сына бежать. Абу Ташуфин нашёл убежище в Фесе и заручился помощью Маринидов, которые послали армию, чтобы занять Тлемсен и вновь посадить его на трон. В результате Абу Ташуфин и его преемники признали сюзеренитет Маринидов и выплачивали им ежегодную дань:{{{1}}}.
Во время правления маринидского султана Абу Саида Зайяниды несколько раз поднимали восстания, и Абу Саиду пришлось восстановить свою власть:{{{1}}}. После смерти Абу Саида в 1420 году Мариниды погрузились в политические неурядицы. Зайянидский эмир Абу Малек воспользовался этой возможностью, чтобы свергнуть власть Маринидов, и захватил Фес в 1423 году. Абу Малек назначил Мухаммеда, принца Маринидов, вассалом Зайянидов в Фесе:{{{1}}}:{{{1}}}. Ваттасиды, семья, родственная Маринидам, продолжали править из Сале, где они провозгласили малолетнего Абд аль-Хакка II наследником трона Маринидов, а Абу Закария аль-Ваттаси стал регентом. Султан Хафсидов Абд аль-Азиз отреагировал на растущее влияние Абу Малека отправкой военных экспедиций на запад, посадив в Тлемсене своего собственного вассального правителя из Зайянидов (Абу Абдаллаха II) и преследуя Абу Малека до Феса. Маринидская марионетка Абу Малека, Мухаммад, был свергнут, и Ваттасиды вернулись с Абд аль-Хакком II в Фес, признав сюзеренитет Хафсидов:{{{1}}}:{{{1}}}. Зайяниды оставались вассалами Хафсидов до конца XV века, когда испанская экспансия вдоль побережья ослабла правление обеих династий:{{{1}}}.
К концу XV века Арагон установил эффективный политический контроль, вмешавшись в династические споры султанов Тлемсена, власть которых ограничилась городом и его ближайшими соседями.
Тлемсен был захвачен в 1551 году османами с армией во главе с Хасаном-пашой. Последний султан из династии Зайянидов, Хасан аль-Абдаллах, бежал в Оран под защиту Испании:{{{1}}}. Он был крещён и жил под именем Карлос до своей смерти, последовавшей несколько лет спустя. Таким образом, правлению Зайянидов пришёл конец:{{{1}}}.
Во времена Османской империи Тлемсен быстро утратил своё былое значение, превратившись в обычный провинциальный городок. Неспособность государства достигнуть высот может быть объяснена отсутствием географического или культурного единства, постоянными внутренними спорами и опорой на крайне неверных арабов-бедуинов в качестве военной силы.

## Экономика
Город Тлемсен вытеснил Тиарет в качестве главного торгового центра в центральном Магрибе, расположенного на пути с запада на восток между Фесом и Ифрикией.
Другой важный маршрут из Орана пролегал на юг через Тлемсен к оазисам Сахары и далее в район Западного Судана на юге. Город был напрямую связан с Сиджилмасой, которая служила главным северным узлом торговых путей, пересекавших пустыню и ведущих к рынкам Западного Судана. Оран, порт, основанный андалузцами в X веке для ведения торговли с Тиаретом, стал служить Тлемсену в его торговле с Европой. Фес был ближе к Сиджилмасе, чем Тлемсен, но дорога в Фес вела через Атласские горы, в то время как караванам было легче добраться до Тлемсена. Ягмурасан предпринял попытку захватить Сиджилмасу в 1257 году и преуспел в 1264 году, удерживая город почти десять лет. Затем Мариниды захватили Сиджилмасу, но большая часть торговли продолжала осуществляться через Тлемсен.
Город Тлемсен стал важным центром со множеством школ, мечетей и дворцов. В Тлемсене также располагался европейский торговый центр, который связывал африканских и европейских торговцев. В частности, Тлемсен был одним из пунктов, через который африканское золото (поступавшее с юга Сахары через Сиджилмасу или Тегазу) попадало в руки европейцев. Следовательно, Тлемсен был частично интегрирован в европейскую финансовую систему. Так, например, там циркулировали генуэзские векселя, по крайней мере, среди торговцев, не подпадавших под религиозные запреты (или не сдерживаемые ими).
В Тлемсене находилось несколько известных медресе и множество богатых религиозных фондов, и он стал главным интеллектуальным центром центрального Магриба. На базаре вокруг главной мечети торговцы продавали шерстяные ткани и ковры с Востока, рабов и золото со всей Сахары, местную глиняную посуду и изделия из кожи, а также разнообразные средиземноморские морские товары, полученными от берберских пиратов, в дополнение к европейскому импорту. Торговые дома, базировавшиеся в Тлемсене, имели постоянные филиалы в Мали и Судане.

## Архитектура

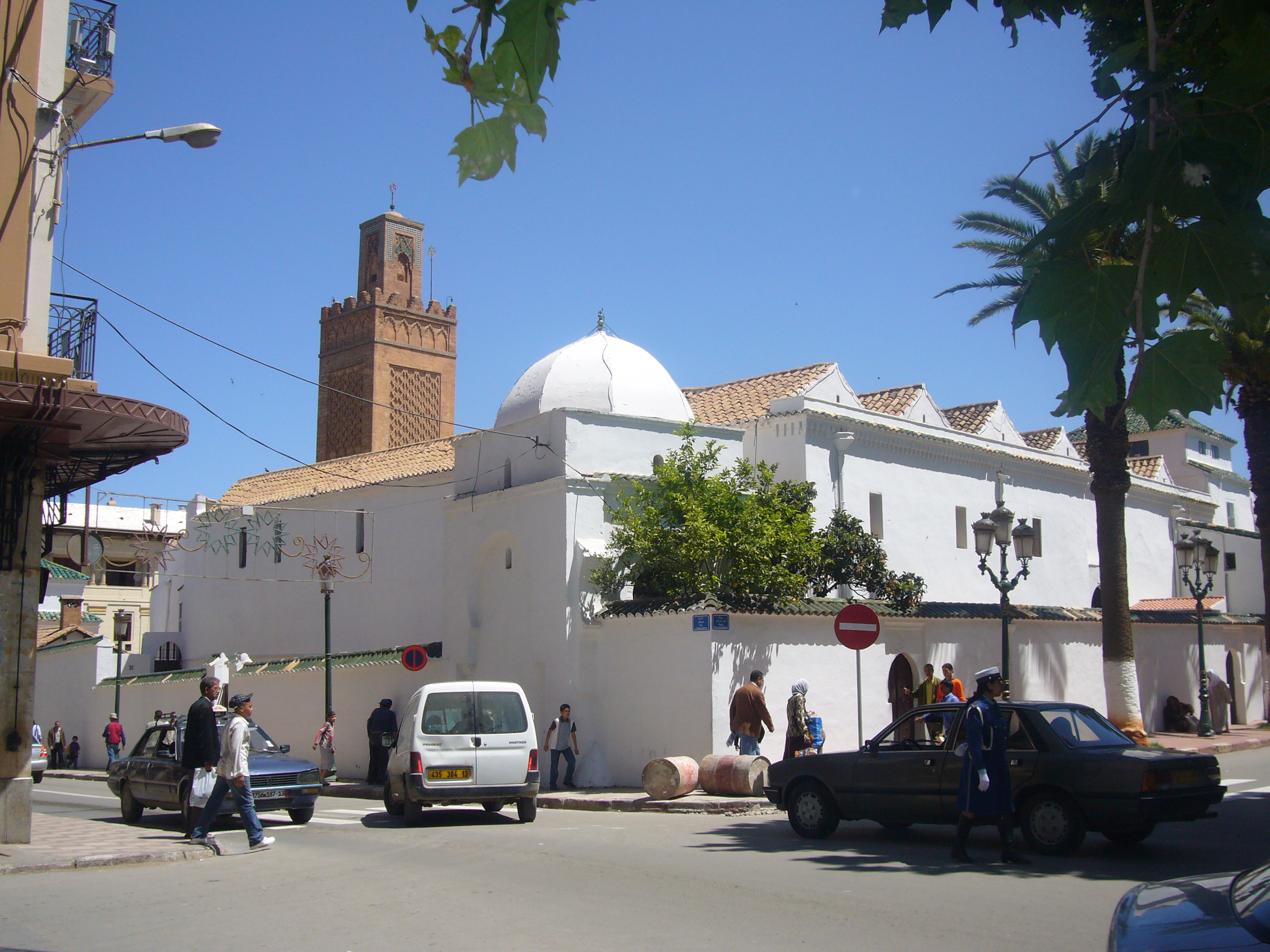
Тлемсенская соборная мечеть, построенная при султане Альморавидов Юсуфе ибн Ташфине. Около 1236 года Ягмурасан добавил минарет, новый купол и перестроил внутренний двор.

Архитектура при Зайянидах была похожа на ту, что существовала при современных на тот момент династиях на западе, Маринидах и Насридах, продолжая западные исламские архитектурные традиции и развивая их в самобытные стили, которые сохранялись на протяжении веков. В 1236 году Ягмурасан добавил минареты к главной мечети Агадира (более древнему городу в районе Тлемсена), основанному около 790 года, и к соборной мечети Тлемсена, ранее она была построена при Альморавидах в конце XI-го и начале XII-го веков:{{{1}}}. Оба минарета построены из кирпича и камня и украшены рельефом себка, похожим на более раннюю мечеть Касба в Марракеше, построенную Альмохадами:{{{1}}}. Ягмурасану также приписывают перестройку или расширение внутреннего двора мечети и добавление ещё одного декоративного ребристого фасада и купола над его молитвенным залом. Его преемник Абу Саид Усман (1283–1304 гг.), основал мечеть Сиди-Бельхассен в 1296 году в Тлемсене:{{{1}}}. Зайяниды построили другие религиозные учреждения в городе и его окрестностях, но многие из них не сохранились до наших дней или мало что сохранили от своего первоначального облика.:{{{1}}}. Медресе были новым учебным заведением, который появился в Магрибе в XIII веке и впервые получили распространение при Зайянидах и их современниках:{{{1}}}. Медресе Ташфиния, основанная Абу Ташфином I (1318–1337 гг.) и позже снесенная французскими колониальными властями в XIX веке, была знаменита своим богатым убранством, особенно изразцами зулляйдж с развитыми арабесками и геометрическими мотивами, стиль которых был повторен в некоторых последующих памятниках Маринидов:{{{1}}}:{{{1}}}.

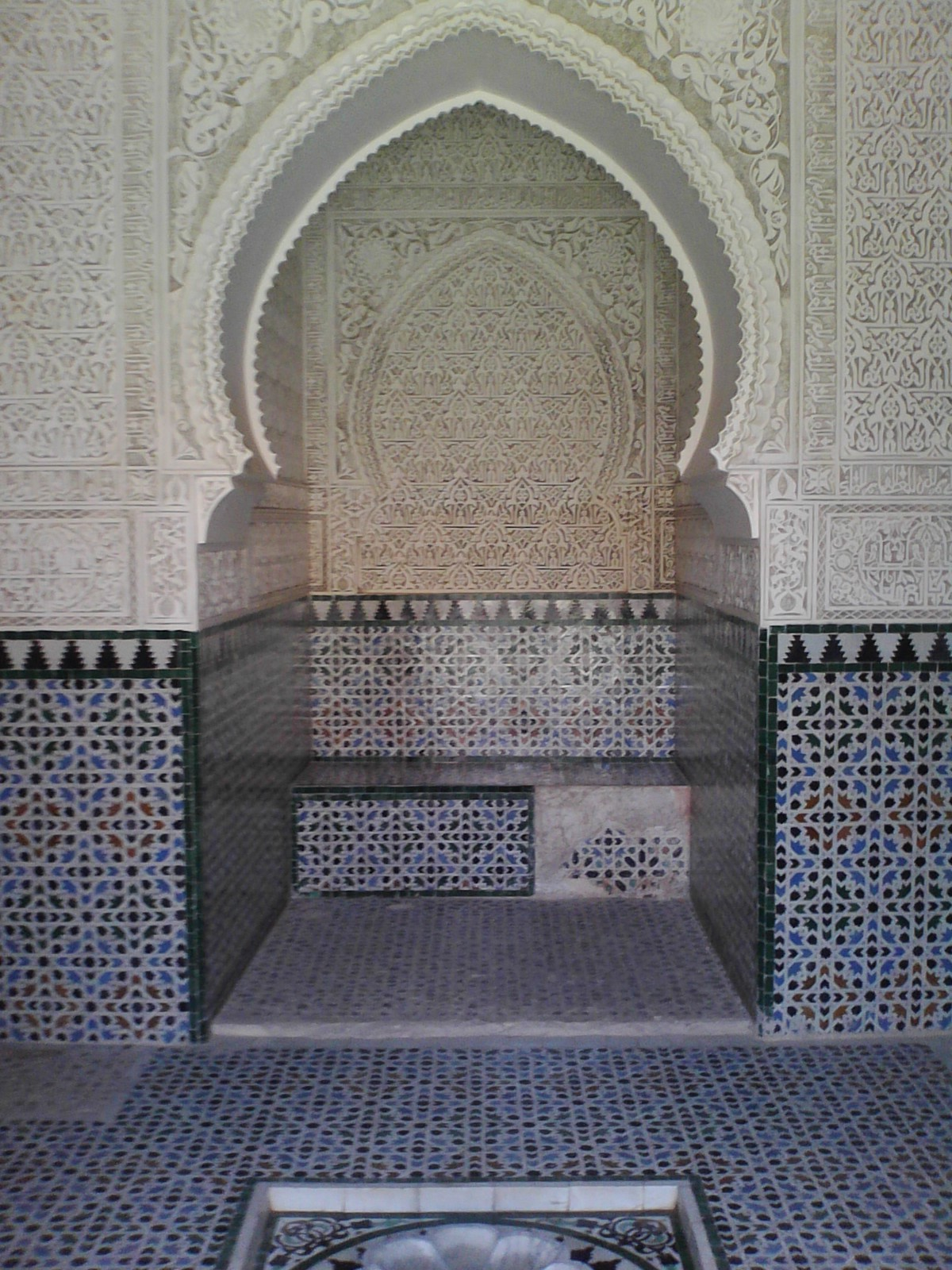
Сегодня это центральный альков дворца Мехуар. Нынешнее здание реконструировано в 2010 году, но внутри алькова и в других местах сохранились фрагменты оригинальной облицовки из камня зеллидж.

Зайяниды правили из цитадели или касбы, которая ранее была построена Альморавидами на территории тогдашнего Таграрта (ныне часть Тлемсена). Ягмурасан перестроил цитадель в укреплённый дворцовый комплекс, известный как «Мешоуар»:{{{1}}}:{{{1}}}. К сожалению, на сегодняшнее время сохранилось очень мало архитектурного наследия Зайянид, но исторические источники и археологические раскопки выявили несколько дворцов и резиденций в течение периода их правления. Абу Ташфин I построил по меньшей мере три из них, названные Дар аль-Сурур, Дар Аби Фир и Дар аль-Мульк. Большинство дворцов имели форму дворовых построек, часто с фонтаном или водоёмом в центре, садами и богатой отделкой, включая зулляйдж и резную лепнину:{{{1}}}:{{{1}}}:{{{1}}}. В их дизайне также прослеживаются некоторые региональные особенности, такие как размещение центрального алькова в задней части большого зала для аудиенций, которое имеет прецеденты во дворце Зиридов во дворце Ашир и более ранних дворцах Фатимидов на востоке:{{{1}}}. Один из царских дворцов был реконструирован в 2010–2011 годах на месте бывших руин, но фрагменты первоначального мощения зулляйджа были задокументированы и сохранились:{{{1}}}. В 1317 году Абу Хамму Муса I построил мечеть Мехуар как официальную мечеть при дворце, хотя сегодня от первоначальной мечети сохранились только минарет и общий план этажа:{{{1}}}:{{{1}}}. Другой дворец, стоявший рядом с Соборной мечетью Тлемсена и известный как «Старый дворец», скорее всего, был бывшей резиденцией правителей Альморавидов в Таграрте. Ягмурасан использовал его в качестве султанской резиденции до своего переезда в Мешуар в середине XIII века, но, по-видимому, он продолжал использоваться и при последующих правителях Зайянидах. Он также был частично разрушен и заменён другими сооружениями в XIX веке и позже:{{{1}}}.
Рядом со Старым дворцом находился первый царский некрополь Зайянидов, который оставался местом захоронения правителей Зайянидов по крайней мере до середины XIV века:{{{1}}}. После этого царский некрополь был перенесён Абу Хамму II в новый религиозный комплекс, который он возвёл в 1361–1362 годах рядом с мавзолеем мусульманского святого, известного как Сиди Брахим. Наряду с некрополем, комплекс включал мечеть и медресе, но к XIX веку почти все они превратились в руины и с тех пор были восстановлены. На протяжении всего позднего османского периода здесь находилось важное кладбище. Раскопки показали наличие более богатого декора зеллидж, выполненного в том же стиле, что и в медресе Ташфиния, который покрывал некоторые гробницы:{{{1}}}.